# Света мученица Пелагија
Преподобна Пелагија je ранохришћанска мученица и светица. Рођена је у Сиријској Антиохији, као потомак племићке породице. Била је ученица свештеномученика Лукијана из Антиохије. Током прогона хришћана од стране цара Диоклецијана пострадала је када је имала 15 година.
О њеном страдању Свети Јован Златоуст говори: „Смрт њена, била је средством не природног пада него заповести Божје, и тако, ово девствено и од сваког злата чистије тело лежало је на земљи: ангели су га окружавали, архангели поштовали, сам Христос био је код њега."
Православна црква прославља свету мученицу Пелагију заједно са преподобном Пелагијом 8. октобра по јулијанском календару.